# استارکس (لوئیزیانا)
استارکس (به انگلیسی: Starks) شهری در ایالت لوئیزیانا کشور ایالات متحده آمریکا است که جمعیت آن در سرشماری سال ۲۰۱۰ میلادی، ۶۶۴ نفر بوده‌است.